# 1962 en dadaïsme et surréalisme
Pour l'année, voir 1962.
 Chronologie de dada et du surréalisme 
- 1958
- 1959
- 1960
- 1961
- 1962
- 1963
- 1964
- 1965
- 1966

Cet article présente les faits marquants de l'année 1962 en dadaïsme et surréalisme.

## Éphémérides

### Janvier
- 29 janvier
Allocution d'André Breton en hommage à Natalia Sedova au Columbarium du cimetière du Père-Lachaise à l'occasion des obsèques de la compagne de Léon Trotsky. Le texte est reproduit dans la revue La Brèche[1].

- Breton accorde un entretien à Jacqueline Platier du journal Le Monde : « Le surréalisme garde […] les trois grandes directions de son effort : accroître la poésie, la liberté, l’amour […] L’automatisme est toujours à la base de l’activité poétique qu’il préconise. C’est par lui que se créent ces images révélatrices des trésors inconnus de l’esprit, où chaque individu exprime d’ailleurs « sa différence. »[2]

### Juillet
- La mort de Georges Bataille affecte André Breton qui confie : « Certes nous nous opposions au possible sur certains plans mais [...] j'admirais la noblesse de sa pensée et de sa vie. A maintes reprises, Bataiile a insisté sur ce qui pouvait le lier au surréalisme et à moi-même dans la profondeur. »[3]

### Cette année-là
- Dans un entretien, publié dans Perspective cavalière, André Breton fait amende honorable quant à certaines exclusions : « Dans la mesure où certains d'entre eux ont pu être victimes des événements récents ou, plus généralement, éprouvés par la vie - je pense à Desnos, à Artaud - je me hâte de dire que les torts qu'il m'est arrivé de leur compter tombent d'eux-mêmes. »[4]

### Œuvres
- André Breton
  - Belvédère, préface à l'album de Gilles Ehrmann (photographe), Les Inspirés et leurs demeures, éditions Baudry[5]
  - Lotus de Païni, collage, dédiée à sa fille Aube[6]
  - Main première, introduction à l'ouvrage de Karel Kupka, Un art à l'état brut, éditions Mermoud à Lausanne : « Aimer, d'abord. Il sera toujours temps, ensuite de s'interroger jusqu'à n'en vouloir plus rien ignorer. Avant comme après cette enquête, c'est la résonance intime qui compte : sans elle au départ on est presque irrémédiablement démuni et rien de ce qu'on aura pu apprendre n'y pourra suppléer si chemin faisant, elle est perdue […] on n'y insistera jamais trop : il n'y a que le seuil émotionnel qui puisse donner accès à la voie royale : les chemins de la connaissance, autrement, n'y mènent jamais. »[7]
- Luis Buñuel
  - L'Ange exterminateur, film, co-auteur du scénario Luis Alcoriza : « un nouvel épisode de L'Âge d'or » selon Georges Sadoul[8].
- Elisa Claro
  - Adélie, collage[9]
- Corneille
  - Regard sur un jardin épanoui, huile sur toile[10]
- Adrien Dax
  - L'Invention du hamac, huile sur toile[11]
- Paul Delvaux
  - Les Demoiselles de Tongres, huile sur toile[12]
  - Le Sabbat, huile sur toile[13]
- Henri Ginet
  - Science noire, huile sur toile[14]
- Édouard Jaguer & Aldo Pellegrini
  - Antología de la poesía surrealista, anthologie publiée en Argentine et considérée par André Breton comme l'ouvrage le plus complet sur ce sujet[15]
- Wifredo Lam
  - À trois centimètres de la terre, huile sur toile[16]
- Jean-Jacques Lebel
  - Portrait de Nietzsche, assemblage composite d'objets[17]
- Ghérasim Luca
  - Le Sorcier noir, poèmes[18]
- Pierre Mabille
  - Le Miroir du merveilleux, essai dont l'avant-propos Pont-levis est d'André Breton[19]
- René Magritte
  - Le Domaine d'Arnheim, huile sur toile[réf. nécessaire]
- E. L. T. Mesens
  - La Colomba, collage[20]
  - Douce pensée pour Guillaume Apollinaire, collage[21]
  - Magie, collage, encre de Chine[22]
- Meret Oppenheim
  - Sept animaux antédiluviens avec coquille, sculptures[23]
- Valentine Penrose
  - Erzsébet Báthory la Comtesse sanglante, récit[24]
- Toyen
  - Coulées dans le lointain, huile sur toile[25]
  - Le Festin de soie, huile sur toile[26]
- Roger Van de Wouwer
  - Le Postulat d'Euclide, huile sur toile[27]
- Remedios Varo
  - Phénomène ou Fenonmeno, huile sur toile[28],
  - Transito en espiral, huile sur toile[29]